# Milan Tepić
Milan Tepić (Komlenac, 26. siječnja 1957. – šuma Bedenik kraj Bjelovara, 29. rujna 1991.) bio je kapetan I. klase Jugoslavenske narodne armije u Domovinskom ratu.
Za vrijeme bitke za vojarne u Bjelovaru bio je zapovjednik skladišta oružja Barutana, koje je uz vojarnu Božidar Adžija stajalo pod blokadom. Ne želeći se predati Zboru narodne garde (ZNG) i ne želeći da Hrvatska raspolaže streljivom,[nedostaje izvor] svojim je vojnicima naredio evakuaciju,[nedostaje izvor] a potom detonirao eksploziv u skladištu, usmrtivši sebe i osmoricu vojnika ZNG-a koji su skladište držali u blokadi. Eksplozijom je oštećeno ili uništeno nekoliko stotina zgrada, stanova i gospodarskih objekata.
O Tepiću i njegovu činu službene politike Hrvatske te Srbije i Republike Srpske u Bosni i Hercegovini imaju suprostavljena mišljenja, što utječe i na međudržavne odnose.

## Životopis
Tepić je rođen u Komlencu u Bosni. Nakon završene osnovne škole u Bosanskoj Dubici upisao je gimnaziju gdje je nakon 3. razreda postao vojni stipendist. Na Vojnoj akademiji u Zagrebu upisuje prometni smjer, ali biva prebačen na smjer tehničke službe. U aktivnu vojnu službu stupa 1980. godine, u Slavonskoj Požegi. Sredinom 1980-ih godina službuje u Varaždinu, a 1990. bio je poslan u Bjelovar, te u srpnju 1991. godine u skladište streljiva u šumi Bedenik. Bio je vjenčan s Dragicom s kojom ima kćer Tanju i sina Aleksandra.

### Eksplozija skladišta streljiva kod Bjelovara
Mnogobrojni objekti JNA u Bjelovaru i okolici početkom Domovinskog rata predstavljali su veliku opasnost za to područje jer bi u slučaju spajanja banjalučkog i varaždinskog korpusa JNA s postrojbama u Bjelovaru Slavonija bila presječena na dva dijela, čime bi srpska okupacija hrvatskog teritorija bila znatno uspješnija. Zbog toga je po zapovjedi predsjednika Franje Tuđmana u rujnu 1991. počela blokada vojarni JNA, koja je nakon niza pregovora i odbijanja predaje u Bjelovaru završena 29. rujna kada se nakon cjelodnevnih borbi predala glavnina vojarni, uključujući i vojarnu "Božidar Adžija" na Vojnoviću, u gotovo samome središtu grada Bjelovara. Oslobađanjem te vojarne hrvatske su snage zaplijenile značajnu vojnu tehniku te je to predstavljalo jednu od važnijih strateških prekretnica tijekom Domovinskog rata. Iznimka je bila Barutana u šumi Bedenik, pod zapovjedništvom Milana Tepića.
Ne želeći se mirno predati Hrvatskoj vojsci, Tepić se odlučio na čin dizanja u zrak skladištā sa 1700 tona streljiva, no veze među njima bile su već presječene pa je eksplodiralo jedno. U Barutani je poginulo jedanaest hrvatskih branitelja: Vladimir Makar, Siniša Paunović, Dražen Pervan, Ivan Cvrtila, Eduard Kukal, Stjepan Legčević, Nikola Petrić, Mario Šimić, Ivan Trogrlić, Marko Tukerić i Milan Vuković. Osmorici su tijela nestala u eksploziji. O jakosti eksplozije svjedočio je crni dim koji se podigao visoko iznad grada, a bio je vidljiv i u mjestima udaljenima dvadesetak kilometara. Podrhtavanje tla i pucanje prozora osjetilo se i 30 kilometara od mjesta eksplozije.[nedostaje izvor] Udarni val odnio je krovove kuća u Hrgovljanima i u nekoliko drugih okolnih sela.
Hrvatske snage zarobile su i razoružale osmero vojnika i zapovjednika JNA. Prema svjedočenjima preživjelih, starijeg vodnika Ranka Stevanovića ubio je jedan hrvatski vojnik.
Postrojbe ZNG-a taj su dan osim poginulih imale još 17 ranjenih, dok je u bjelovarsku bolnicu  primljeno 100 ranjenika, od kojih su 30 bili vojnici JNA. Postoje nagađanja i o regrutima JNA poginulima u eksploziji, ali im broj nikada nije utvrđen.
Tepićevi posmrtni ostatci službeno nisu potvrđeni, ali postoje sumnje da su pokopani u neobilježenom grobu na zagrebačkome groblju Miroševcu.

## Odjeci

### U Hrvatskoj
U Hrvatskoj se Tepića smatra zločincem »koji je skoro razorio Bjelovar«. Njegov čin hrvatsko Ministarstvo vanjskih i europskih poslova smatra terorističkim. Predsjednik Milanović čin smatra suludim, od osobe koja je izgubila moralni kompas.
Documenta – Centar za suočavanje s prošlošću ocjenjuje: »…destruktivnim činom Milan Tepić je pored ubojstva hrvatskih vojnika i jednog JNA vojnika u opasnost doveo brojne stanovnike Bjelovara te samim time nikako ne zaslužuje slavljenje.«
Podizanje spomenika Tepiću 29. rujna 2017. u Beogradu u Hrvatskoj je izazvalo ogorčenje, a na političkom planu pogoršanje hrvatsko-srbijanskih odnosa. I kada je 9. siječnja 2022. spomenik otkriven u Banjoj Luci to je ponovno kritizirano iz Hrvatske.

### Narodni heroj Jugoslavije
Tepić je posmrtno unaprijeđen u majora. Odlukom krnjeg Predsjedništva SFRJ od 19. studenoga 1991. odlikovan je Ordenom narodnog heroja Jugoslavije i proglašen narodnim herojem Jugoslavije »za izvanredan podvig u borbi protiv neprijatelja prilikom njihovog napada na kasarnu JNA u Bjelovaru«. To ga čini posljednjim narodnim herojem Jugoslavije.

### U Srbiji i Republici Srpskoj
U Srbiji i Republici Srpskoj Tepića slave kao heroja. Njegovo ime nose ulice u Beogradu, Nišu, Bačkoj Palanci, Beški, Inđiji, Kuli, Leskovcu, Novom Sadu (tri ulice), Odžacima, Pirotu, Smederevu, Somboru, Srijemskoj Mitrovici, Temerinu, Velikoj Plani, Vršcu i Zrenjaninu te u Banjoj Luci, Istočnom Sarajevu, Tesliću i Bosanskoj Gradišci. 
Tepićevo ime nosi i vojarna u Jakovu kod Beograda, a Republika Srpska po njemu je nazvala orden »za posebne zasluge u ratu«. 